# Sous-chef d'état-major général des Armées
 (août 2018).
Si vous disposez d'ouvrages ou d'articles de référence ou si vous connaissez des sites web de qualité traitant du thème abordé ici, merci de compléter l'article en donnant les références utiles à sa vérifiabilité et en les liant à la section « Notes et références ».
Le Chef d'État-Major Général des Armées (CEMGA) de la république du Sénégal, est assisté dans ses attributions par un officier général ou supérieur, ayant le titre de Sous-Chef d’État-Major général des Armées. Il assure la suppléance du chef d’État-Major général des Armées en cas d’absence ou d’empêchement.
Le Sous-Chef d’État-Major général des Armées dispose de quatre adjoints qui prennent les appellations suivantes :
- Adjoint Opérations qui traite de toutes les questions relatives aux opérations, à l’instruction et au sport ;
- Adjoint Logistique qui traite de toutes les questions relatives à la gestion et la logistique dans les armées ;
- Adjoint Administration chargé des affaires ayant trait aux études générales, à l’administration et aux questions budgétaires ;
- Adjoint Ressources Humaines.

Chaque adjoint coordonne l’activité de plusieurs divisions.
Les Sous-Chef d’État-Major général des Armées :
- Commandant Emmanuel Gomis (1974 - 1975)
- Lieutenant-colonel Joseph Louis Tavarez de Souza (1975 - 1977)
- Lieutenat-colonel Jean Gomis (1977 - 1979)
- Général de brigade Mamadou Mansour Seck (1980 - 1984)
- Général de brigade Doudou Diop (1984 - 1988)
- Général de brigade Amadou Abdoulaye Dieng (avril 1988 - 1990)
- Colonel Saliou Niang (1990 - 1993)
- Général de division Mamadou Niang (1993 - 1996)
- Général de brigade Mountaga Diallo (1996 - 1997)
- Colonel Joseph Potin (janvier 1998 - septembre 1998)
- Colonel Mbaye Faye (septembre 1998 - avril 2000)
- Colonel Talla Niang (mai 2000 - aout 2003)
- Général de brigade Abdel Kader Gueye (aout 2003 - 2008)
- Contre-amiral Ousmane Ibrahima Sall (aout 2008 - ...)